# グリーゼ328
グリーゼ328（BD+02 2098としても知られている）は、太陽系からうみへび座の方向に66.9光年 (20.5 pc) 離れたところに位置するM型主系列星である。表面温度は3989ケルビンである。グリーゼ328は太陽に比べて重元素が枯渇しており、金属量（Fe/H）は-0.13である。年齢は不明である。グリーゼ328は太陽と同様の活動周期を示し、その周期は約2000日である。

## 惑星系
2013年、グリーゼ328bと名付けられた1つのスーパー・ジュピター惑星が、ドップラー分光法によって主星から遠く離れた位置を公転していることが発見された。この惑星の軌道は、仮にハビタブルゾーン内に他の天体が存在していた場合、その天体の軌道を乱さないほど十分に離れている。
2023年、海王星質量の2つ目の惑星グリーゼ328cが主星から近い軌道を公転していることが発見された。
| 名称 （恒星に近い順） | 質量              | 軌道長半径 （天文単位） | 公転周期 (日)  | 軌道離心率  | 軌道傾斜角 | 半径 |
| --------------------- | ----------------- | ----------------------- | -------------- | ----------- | ---------- | ---- |
| c                     | ≥21.4+3.4 −3.2 M⊕ | 0.657+0.026 −0.028      | 241.8+1.3 −1.7 | —           | —          | —    |
| b                     | ≥2.51±0.23 MJ     | 4.11+0.16 −0.18         | 3771±17        | 0.227±0.015 | —          | —    |